# John Petersen

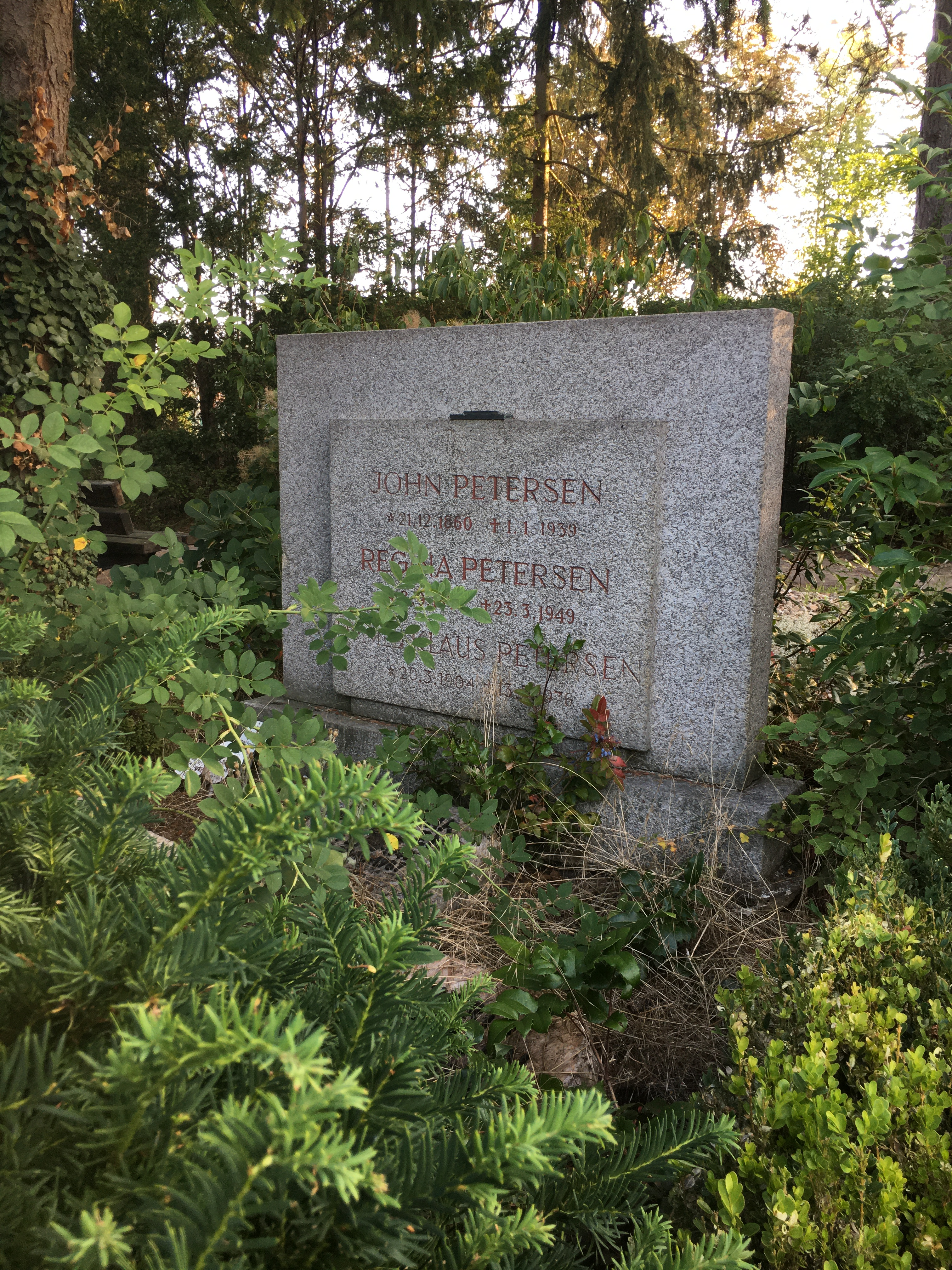
Grabstätte John Petersen

John Petersen (* 21. Dezember 1860 in Hamburg; † 1. Januar 1939 in Berlin) war ein deutscher Violinist, Komponist und Musikpädagoge.
Petersen veröffentlichte schon als 15-Jähriger seine ersten Kompositionen, war aber in seinem späteren Berufsleben hauptsächlich als Musikpädagoge tätig. Er studierte am Konservatorium Hamburg Violine und Komposition, anschließend in Paris bei Hubert Léonard. Nach der Ausbildung unternahm er zahlreiche erfolgreiche Konzertreisen. 1888 wurde er als Konzertmeister und stellvertretender Kapellmeister nach Wiesbaden berufen. 1889 zog er nach Berlin, wo er 1896 seine eigene Akademie für Musik (später: Konservatorium John Petersen) mit Sitz in der Nürnberger Str. 24a gründete und leitete.
John Petersen starb am Neujahrstag 1939 im Alter von 78 Jahren in Berlin. Beigesetzt wurde er auf dem Friedhof Zehlendorf. (Feld 018-383) Das Grab ist erhalten.

## Werke (Literatur)
- Über Erziehung durch Musik und über Talent. Berlin, Schlesinger, 1898
- Ein Deklamationsfehler beim Lagenwechsel auf den Streichinstrumenten in vergleichender Darstellung mit dem Gesang. Berlin, Vieweg, 1911

## Kompositionen (Auswahl)
- Te Deum laudamus und Macte senex imperator. Kaiserlied gedichtet von Felix Dahn, componirt für gemischten Chor von J. Petersen. Altona, Schreiner, 1875.
- Concert op. 129 für Violine von Robert Schumann übertr. von John Petersen. Kopenhagen u. a., Hansen, ca. 1895.
- Perpetuum mobile (Etüde für Springbogen u. Arpeggio) für Geige mit Klavierbegl., (auch zum Unisono-Spiel für mehrere Geigen einger.); op. 10. Berlin, Stahl u. a., ca. 1907.
- Adagio für Geige oder Cello mit Klavierbegl.; op. 11. Berlin, Stahl, ca. 1907.
- Elegie für Geige oder Cello mit Klavier-, Orgel- oder Harmoniumbegleitung; op. 12. Berlin, Stahl u. a., ca. 1911.
- Zwei Seelen im Frühling, Lied für hohe oder tiefe Stimmen, Violine u. Klavierbegl.; op. 13. Berlin, Stahl u. a., ca. 1911.